# Piano Man (àlbum)
Piano Man és el segon àlbum de rock de Billy Joel, llançat el 1973. El títol és un segell de les cançons més memorables del rock en piano. Piano Man, el segon àlbum de Billy Joel i el seu primer amb la discogràfica Columbia Records, va sorgir després d'una sèrie de dificultats legals amb la seva anterior discogràfica, Family Productions i es va convertir en el seu àlbum d'avançament No obstant això, el logo imprès de Family Productions s'utilitzàt fins al 1986.
La cançó del títol, un relat fictici de les experiències del Joel amb persones que va conèixer quan era cantant de saló a Los Angeles, va assolir el lloc número 25 del "Billboard Hot 100" dels Estats Units i el número 4 en la llista de singles "Adult Contemporary". "Travelin' Prayer" i "Worse Comes to Worst" van assolir el màxim nivell en els números 77 i 80, respectivament, del Hot 100, mentre que el mateix àlbum va arribar al número 27 del Billboard 200 dels Estats Units. L'àlbum va ser certificat amb l'or per la RIAA, l'any 1975, però Joel només va rebre 8.000 dòlars en royalties (37.249 dòlars del 2018).

## Llista de cançons
Totes les cançons per Billy Joel.
1. "Travelin' Prayer" – 4.10
2. "Piano Man" – 5.37
3. "Ain't No Crime" – 3.20
4. "You're My Home" – 3.14
5. "The Ballad of Billy the Kid" – 5.35
6. "Worse Comes to Worst" – 3.28
7. "Stop in Nevada" – 3.40
8. "If I Only Had the Words (To Tell You)" – 3.35
9. "Somewhere Along the Line" – 3.17
10. "Captain Jack" – 6.55